# کوندی
کوندی (به لاتین: Kundy) یک منطقهٔ مسکونی در داغستان است که در شهرستان لاکسکی واقع شده‌است،و ۸۱۵ سکنه دارد و مختصات جغرافیایی آن به شرح زیر است :
| مختصات جغرافیایی کوندی | طول و عرض: 42.2692, این طول و عرض جغرافیایی: 47.165 42° 16′ 9″ شمالی, 47° 9′ 54″ شرق |